# Trechona rogenhoferi
Trechona rogenhoferi är en spindelart som först beskrevs av Anton Ausserer 1871.  Trechona rogenhoferi ingår i släktet Trechona och familjen Dipluridae. Inga underarter finns listade i Catalogue of Life.